# Estación Shimonada

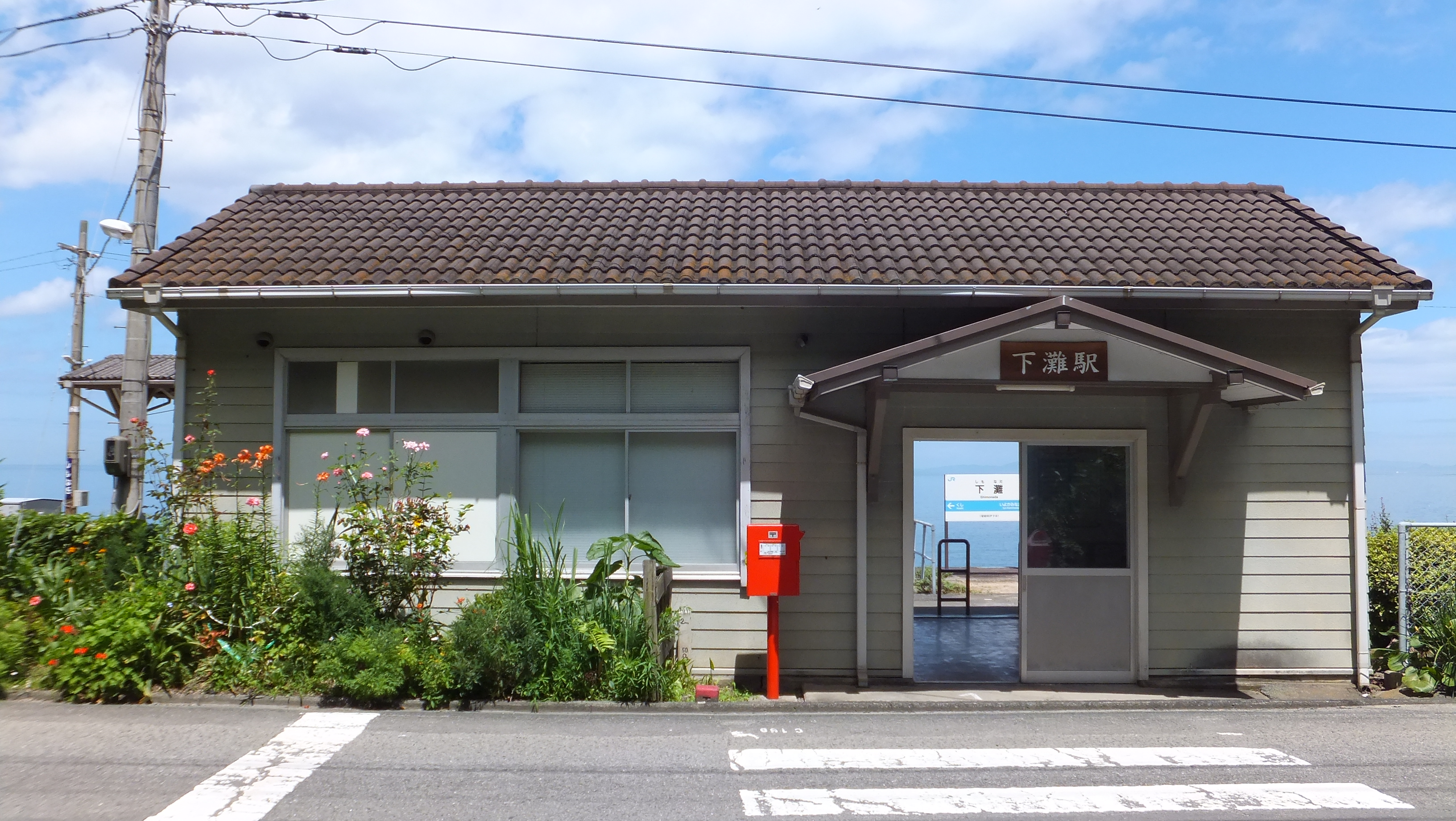
Estación Shimonada (2015/07/25).

La estación Shimonada (下灘駅 Shimonada-eki?) es una estación de la línea Yosan de la Japan Railways que se encuentra en la ciudad de Iyo de la prefectura de Ehime. El código de estación es el "S09".

## Características

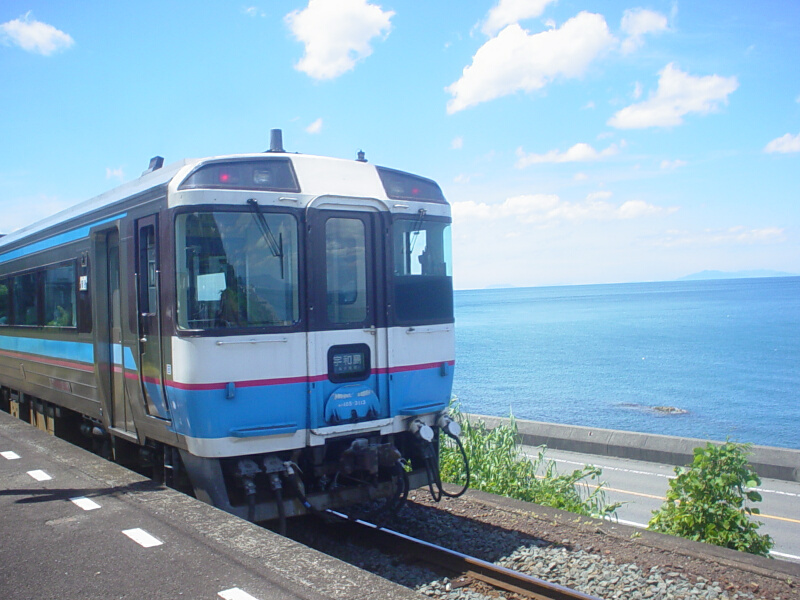
Un tren detenido en la estación.

Desde la plataforma se puede apreciar el mar Interior de Seto en todo su esplendor, por lo que esta estación suele ser la imagen de los anuncios del boleto juvenil 18 (青春18きっぷ Seishun 18 kippu?). Cabe aclarar que no es un boleto exclusivo para menores de 18 años y permite utilizar básicamente los servicios comunes ilimitadamente y por el término de un día.
Para tomar las fotos para los anuncios el cartel con el nombre de la estación se dio vuelta, con la intención de que se pueda apreciar simultáneamente el nombre de la estación y el mar. El cartel posteriormente fue vuelto a colocar en su posición original. Pero debido a que muchos turistas querían tomar la misma foto de los anuncios, ahora el nombre de la estación figura a ambos lados del cartel.
Es una estación muy famosa entre los fanáticos de los ferrocarriles, y lo mismo ocurre con los paisajes de sus alrededores.

## Estación de pasajeros

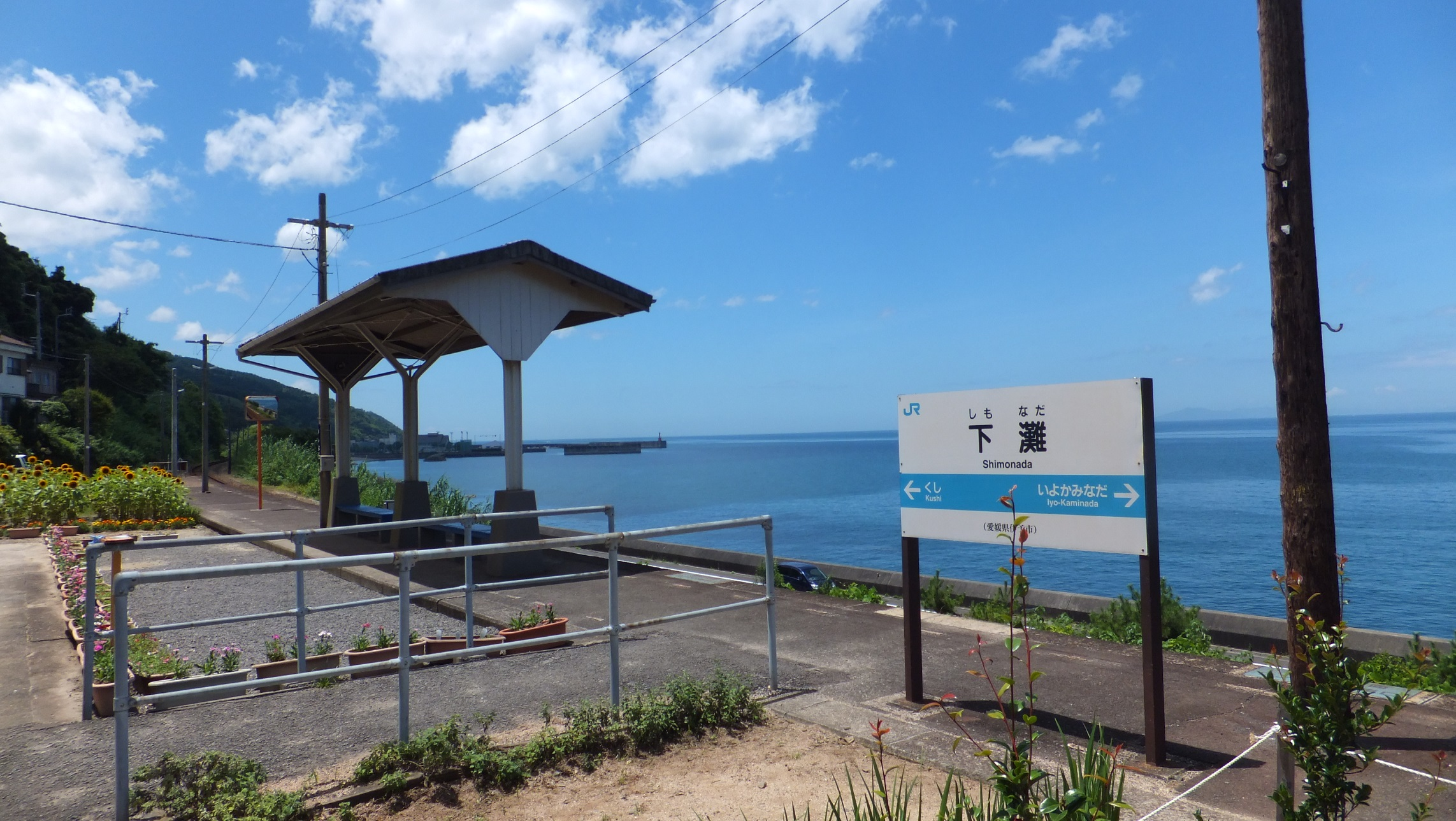
Plataforma.

Cuenta con una plataforma, la cual posee un único andén (andén 1). La estación es amplia porque en su momento había sido una estación cabecera. Anteriormente contaba con otro andén, pero tras la inauguración del ramal Uchiko fue suprimida.
Es una estación sin personal.
La venta de pasajes está terciarizada, pero solo esporádicamente se realiza la venta de boletos. Por esta razón es difícil conseguir el boleto en donde figura el nombre de la estación.

### Andén
| 1 | ● Línea Yosan | Hacia Iyo, Matsuyama, Hojo, Imabari, Nyūgawa y Saijō (sólo servicios comunes) |
| 1 | ● Línea Yosan | Hacia Nagahama, Yawatahama y Uwajima (sólo servicios comunes)                 |

## Alrededores de la estación
- Ruta Nacional 378

## Historia
- 1935: el 9 de junio se inaugura la estación Shimonada, en simultáneo con la extensión de la línea Yosan desde la anterior estación Iyokaminada hasta esta estación.
- 1935: el 6 de octubre se inaugura la extensión hasta la estación Iyonagahama, por lo que deja de ser una estación cabecera.
- 1986: el 3 de marzo en simultáneo con la inauguración del ramal Uchiko, los servicios especiales dejan de circular por la estación.
- 1987: el 1° de abril pasa a ser una estación de la división Ferrocarriles de Pasajeros de Shikoku de la Japan Railways.

## Estación anterior y posterior
- Línea Yosan 
  - Estación Iyokaminada (S08)  <<  Estación Shimonada (S09)  >>  Estación Kushi (S10)